# Pettson och Findus – Glömligheter
Pettson och Findus – Glömligheter är en svensk-tysk-dansk animerad film från 2009. Filmen är baserad på Sven Nordqvists karaktärer Pettson och Findus.

## Handling
Grus i maskineriet och en olycklig olyckshändelse är startskottet i ett nytt äventyr med gubben Pettson och katten Findus. En gammal simmaskin, ombyggd till en takpannekastare, förorsakar en minnesförlust och plötsligt är goda råd dyra. Kan historien om när Findus var liten och försvann få Pettson att minnas? Eller kanske historien om skattjakten som gubben och katten gav sig ut på en sen kväll för inte så länge sedan? Återberättandet av en serie galna upptåg tycks vara enda sättet att få Pettsons minne tillbaka.

## Rollista
- Tord Peterson – Pettson
- Lukas Karlsson – Findus
- Mona Seilitz – Prillan
- Gunnar Uddén – Gustavsson